# China Open 2020
China Open 2020 var en tennisturnering, der skulle have været spillet udendørs på hardcourt-baner i Beijing Olympic Park i Beijing, Folkerepublikken Kina i perioden 4. - 11. oktober som en del af WTA Tour 2020 og ATP Tour 2020. Turneringen blev imidlertid aflyst som følge af, at alle internationale sportsbegivenheder i Folkerepublikken Kina i 2020 blev aflyst på grund af COVID-19-pandemien.